# 犬牙銀帶鯛
犬牙銀帶鯛為輻鰭魚綱鱸形目鱸亞目鯛科的其中一種，分布於西印度洋區的南非納塔爾至桌灣海域，棲息深度20-200公尺，體長可達90公分，棲息在沿海海域，可做為食用魚。